# Comuna Holubîțea, Brodî
Holubîțea (în ucraineană Голубиця) este o comună în raionul Brodî, regiunea Liov, Ucraina, formată din satele Holubîțea (reședința) și Jarkiv.

## Demografie
Componența lingvistică a comunei Holubîțea
     Ucraineană (99,91%)
     Alte limbi (0,09%)
Conform recensământului din 2001, majoritatea populației comunei Holubîțea era vorbitoare de ucraineană (99,91%), existând în minoritate și vorbitori de alte limbi.